# Gambusia krumholzi
Gambusia krumholzi é uma espécie de peixe da família Poeciliidae.
É endémica do México.